# Liste der Kulturdenkmale in Sankt Peter-Ording
In der Liste der Kulturdenkmale in Sankt Peter-Ording sind alle Kulturdenkmale der schleswig-holsteinischen Gemeinde Sankt Peter-Ording (Kreis Nordfriesland) und ihrer Ortsteile aufgelistet (Stand: 30. Juni 2025).

## Legende
In den Spalten befinden sich folgende Informationen:
- Objekt-ID: die Nummer des Kulturdenkmales
- Lage: die Adresse des Kulturdenkmales und die geographischen Koordinaten. Kartenansicht, um Koordinaten zu setzen. In der Kartenansicht sind Kulturdenkmale ohne Koordinaten mit einem roten Marker dargestellt und können in der Karte gesetzt werden. Kulturdenkmale ohne Bild sind mit einem blauen Marker gekennzeichnet, Kulturdenkmale mit Bild mit einem grünen Marker.
- Offizielle Bezeichnung: Bezeichnung des Kulturdenkmales
- Beschreibung: die Beschreibung des Kulturdenkmales
- Bild: ein Bild des Kulturdenkmales

## Sachgesamtheiten
| Objekt-ID      | Lage                                              | Offizielle Bezeichnung | Beschreibung | Bild                             |
| -------------- | ------------------------------------------------- | ---------------------- | --- | -------------------------------- |
| 40647 Wikidata | Olsdorfer Straße 15 (54° 18′ 20″ N, 8° 38′ 17″ O) | Kirche St. Peter       | Aktualisierung vorgesehen - Begründung: geschichtlich, künstlerisch, städtebaulich, Kulturlandschaft prägend - Schutzumfang: Kirche St. Peter mit Ausstattung, Kirchhof, Grabmale bis 1870, Kirchhofsmauer | weitere Fotos \| Fotos hochladen |
| 40646 Wikidata | Utholmer Straße 9 (54° 20′ 9″ N, 8° 36′ 25″ O)    | Kirche St. Nikolai     | Aktualisierung vorgesehen - Begründung: geschichtlich, künstlerisch, städtebaulich, Kulturlandschaft prägend - Schutzumfang: Kirche St. Nikolai mit Ausstattung, Kirchhof, Grabmale bis 1870               | weitere Fotos \| Fotos hochladen |

## Bauliche Anlagen
| Objekt-ID      | Lage                                               | Offizielle Bezeichnung             | Beschreibung | Bild                             |
| -------------- | -------------------------------------------------- | ---------------------------------- | --- | -------------------------------- |
| 2430 Wikidata  | Am Deich 20 (54° 19′ 50″ N, 8° 36′ 27″ O)          | Haus Klaar Kimming                 | Haus Klaar Kimming; 1926, Architekten Esselmann und Gerntke; eingeschossiger Putzbau unter steilem Satteldach mit zwei Dachgeschossen, asymmetrisch gestaltete Fassade mit durch Schornsteinzüge betonten Giebeln und verschiedenen Fensterformaten - Begründung: geschichtlich, künstlerisch, städtebaulich - Schutzumfang: gesamtes Objekt - Denkmaltyp: Bauliche Anlage                                                 | weitere Fotos \| Fotos hochladen |
| 9589 Wikidata  | Am Kurpark 4 (54° 19′ 4″ N, 8° 36′ 53″ O)          | Bahnhof Bad St. Peter-Ording       | Alteintragung (Aktualisierung vorgesehen) - Begründung: wissenschaftlich, künstlerisch, technisch - Schutzumfang: gesamtes Objekt - Denkmaltyp: Bauliche Anlage | weitere Fotos \| Fotos hochladen |
| 2444           | Böhler Landstraße 224 (54° 17′ 2″ N, 8° 40′ 5″ O)  | Uthländisches Haus                 | Uthländisches Haus; 1853; eingeschossiger, langgestreckter Backsteinbau unter reetgedecktem Schopfwalmdach, östlich Wohnteil mit Zwerchhaus über dem Eingang, westlich Stallteil, Wände partiell verputzt - Begründung: geschichtlich, Kulturlandschaft prägend - Schutzumfang: gesamtes Objekt - Denkmaltyp: Bauliche Anlage                                                                                              | BW                               |
| 2451 Wikidata  | Brösumer Straße 1 (54° 19′ 24″ N, 8° 39′ 3″ O)     | Haubarg Ketels                     | Haubarg Ketels; ca. 1866/67; reetgedeckter Haubarg mit Außenmauern in Backstein, nach Westen zwei Spitzgiebel, im Inneren Vierkant aus 6 Kieferständern; östliches Vorhüs mit Backengiebel und Sandsteinportal - Begründung: geschichtlich, Kulturlandschaft prägend - Schutzumfang: gesamtes Objekt - Denkmaltyp: Bauliche Anlage                                                                                         | weitere Fotos \| Fotos hochladen |
| 2450 Wikidata  | Dorfstraße 27 (54° 18′ 9″ N, 8° 38′ 21″ O)         | Uthländisches Haus („Wanlik Hüs“)  | Restaurant; Alteintragung (Aktualisierung vorgesehen) - Begründung: Alteintragung (Aktualisierung vorgesehen) - Schutzumfang: Alteintragung (Aktualisierung vorgesehen) - Denkmaltyp: Bauliche Anlage | Fotos hochladen                  |
| 2431           | Dreilanden 8 (54° 19′ 29″ N, 8° 36′ 43″ O)         | Uthländisches Haus                 | Uthländisches Haus; wohl 1. H. 19. Jh.; eingeschossiger, traufständiger Backsteinbau mit geschlämmten Mauerwerk unter reetgedecktem Walmdach, mittiger Backengiebel, segmentbogenförmige Fenster- und Türöffnungen, verzierte Maueranker - Begründung: geschichtlich, Kulturlandschaft prägend - Schutzumfang: gesamtes Objekt - Denkmaltyp: Bauliche Anlage                                                               | BW                               |
| 20666 Wikidata | Im Bad 57 (54° 18′ 44″ N, 8° 36′ 40″ O)            | Haus Wiking                        | Alteintragung (Aktualisierung vorgesehen) - Begründung: künstlerisch, städtebaulich - Schutzumfang: gesamtes Objekt - Denkmaltyp: Bauliche Anlage | weitere Fotos \| Fotos hochladen |
| 41982 Wikidata | Im Bad 64 (54° 18′ 38″ N, 8° 36′ 45″ O)            | Haus Storchnest                    | Haus Storchnest; 1935; eingeschossiges, traufständiges Wohn- und Ferienhaus mit holzverkleideten Außenwänden unter reetgedecktem Schopfwalmdach, scheitrechte Fenster und hölzerne, verzierte Haustür - Begründung: geschichtlich, städtebaulich - Schutzumfang: gesamtes Objekt - Denkmaltyp: Bauliche Anlage | weitere Fotos \| Fotos hochladen |
| 26996 Wikidata | Im Bad 71 (54° 18′ 38″ N, 8° 36′ 50″ O)            | Haus Schragen                      | Alteintragung (Aktualisierung vorgesehen) - Begründung: geschichtlich, städtebaulich - Schutzumfang: gesamtes Äußeres - Denkmaltyp: Bauliche Anlage | weitere Fotos \| Fotos hochladen |
| 41984 Wikidata | Im Bad 82 (54° 18′ 32″ N, 8° 36′ 57″ O)            | Haus Mehrens                       | Haus Mehrens; 1938; eingeschossiges, giebelständiges Wohn- und Ferienhaus mit holzverkleideten Außenwänden unter pfannengedecktem Satteldach, Hauseingang mit seitlichen Läden und Verdachung mit Jahreszahl; Laterne - Begründung: geschichtlich, städtebaulich - Schutzumfang: Haus Mehrens, Laterne - Denkmaltyp: Bauliche Anlage                                                                                       | weitere Fotos \| Fotos hochladen |
| 2447 Wikidata  | Kattrepel 4 (54° 18′ 14″ N, 8° 38′ 12″ O)          | Fischerkate                        | Fischerkate; im Kern von 1773, Umbau von 1846; freistehender eingeschossiger Walmdachbau mit rückwärtigem Giebelquerhaus, rundem Zwerchgiebel, Backsteinfassade und Rähm - Begründung: geschichtlich, städtebaulich - Schutzumfang: gesamtes Objekt - Denkmaltyp: Bauliche Anlage | weitere Fotos \| Fotos hochladen |
| 27348 Wikidata | Maleens Knoll 11 (54° 18′ 58″ N, 8° 36′ 20″ O)     | Verwalterwohnhaus                  | Verwalterwohnhaus; 1926; eingeschossiger Backsteinbau mit Backengiebel und Kurzwalmdach, zurückhaltende Formen des Heimatschutzstils - Begründung: geschichtlich, künstlerisch, städtebaulich - Schutzumfang: gesamtes Objekt - Denkmaltyp: Bauliche Anlage | weitere Fotos \| Fotos hochladen |
| 2446 Wikidata  | Olsdorfer Straße 6 (54° 18′ 18″ N, 8° 38′ 17″ O)   | Heimatmuseum                       | Alteintragung (Aktualisierung vorgesehen) - Begründung: Alteintragung (Aktualisierung vorgesehen) - Schutzumfang: Alteintragung (Aktualisierung vorgesehen) - Denkmaltyp: Bauliche Anlage | weitere Fotos \| Fotos hochladen |
| 2453 Wikidata  | Olsdorfer Straße 15 (54° 18′ 20″ N, 8° 38′ 18″ O)  | Kirche St. Peter mit Ausstattung   | Die evangelische Kirche wurde im 13. Jahrhundert erbaut. In der Zwischenzeit ist die Kirche aber stark verändert worden. Im Inneren ein Altar aus der Zeit von 1480 bis 1500. Die Granittaufe stammt aus dem Jahr 1728. Alteintragung (Aktualisierung vorgesehen) - Begründung: geschichtlich, künstlerisch, städtebaulich - Schutzumfang: gesamtes Objekt - Denkmaltyp: Bauliche Anlage, Sachgesamtheit: Kirche St. Peter | weitere Fotos \| Fotos hochladen |
| 2445 Wikidata  | Pestalozzistraße 121 (54° 17′ 29″ N, 8° 39′ 19″ O) | Uthländisches Haus                 | Uthländisches Haus; um 1862; eingeschossiger langgestreckter Backsteinbau unter reetgedecktem Walmdach, mittiger Spitzgiebel über dem segmentbogenförmigen Eingang, Mauerwerk mit Ankern und geputzten Bereichen - Begründung: geschichtlich, Kulturlandschaft prägend - Schutzumfang: gesamtes Objekt - Denkmaltyp: Bauliche Anlage                                                                                       | weitere Fotos \| Fotos hochladen |
| 13892 Wikidata | Preestergang 8 (54° 18′ 21″ N, 8° 38′ 18″ O)       | ehem. Diaconathaus                 | Alteintragung (Aktualisierung vorgesehen) - Begründung: geschichtlich, städtebaulich - Schutzumfang: gesamtes Objekt - Denkmaltyp: Bauliche Anlage | weitere Fotos \| Fotos hochladen |
| 1370 Wikidata  | Utholmer Straße 9 (54° 20′ 9″ N, 8° 36′ 25″ O)     | Kirche St. Nikolai mit Ausstattung | Die Kirche wurde 1724 errichtet. von 1959 bis 1969 wurde die Kirche renoviert. Die Sandsteintaufe stammt aus der Zeit Anfang des 16. Jahrhunderts. Alteintragung (Aktualisierung vorgesehen) - Begründung: geschichtlich, künstlerisch, städtebaulich - Schutzumfang: gesamtes Objekt - Denkmaltyp: Bauliche Anlage, Sachgesamtheit: Kirche St. Nikolai                                                                    | weitere Fotos \| Fotos hochladen |
| 2793 Wikidata  | Waldstraße 37 (54° 19′ 11″ N, 8° 37′ 2″ O)         | Kate                               | Alteintragung (Aktualisierung vorgesehen) - Begründung: geschichtlich - Schutzumfang: gesamtes Objekt - Denkmaltyp: Bauliche Anlage | weitere Fotos \| Fotos hochladen |
| 2441 Wikidata  | Wittendüner Allee 74 (54° 18′ 17″ N, 8° 39′ 53″ O) | Haubarg                            | Alteintragung (Aktualisierung vorgesehen) - Begründung: geschichtlich, städtebaulich - Schutzumfang: gesamtes Objekt - Denkmaltyp: Bauliche Anlage | BW                               |
| 2442 Wikidata  | Wittendüner Allee 84 (54° 18′ 10″ N, 8° 40′ 4″ O)  | Uthländisches Haus, erw.           | In den 1950er Jahren durch den Maler Hubert Meiforth (1913–1995) erworben, restauriert und mit einem Atelier ausgestattet. Später um Ausstellungsflächen, Appartements und ein Café erweitert, Schauplatz in der Serie Gegen den Wind, Alteintragung (Aktualisierung vorgesehen) - Begründung: geschichtlich, künstlerisch, städtebaulich - Schutzumfang: gesamtes Objekt - Denkmaltyp: Bauliche Anlage                    | Fotos hochladen                  |
| 1725 Wikidata  | (54° 17′ 13″ N, 8° 39′ 7″ O)                       | Leuchtturm „St. Peter-Böhl“        | Alteintragung (Aktualisierung vorgesehen) - Begründung: Alteintragung (Aktualisierung vorgesehen) - Schutzumfang: Alteintragung (Aktualisierung vorgesehen) - Denkmaltyp: Bauliche Anlage | weitere Fotos \| Fotos hochladen |

## Gründenkmale
| Objekt-ID      | Lage                                              | Offizielle Bezeichnung | Beschreibung | Bild            |
| -------------- | ------------------------------------------------- | ---------------------- | --- | --------------- |
| 19570 Wikidata | Olsdorfer Straße 15 (54° 18′ 20″ N, 8° 38′ 17″ O) | Kirchhof               | Alteintragung (Aktualisierung vorgesehen) - Begründung: geschichtlich, Kulturlandschaft prägend - Schutzumfang: Kirchhof, Grabmale bis 1870, Kirchhofsmauer - Denkmaltyp: Gründenkmal, Sachgesamtheit: Kirche St. Peter | Fotos hochladen |
| 19568 Wikidata | Utholmer Straße 9 (54° 20′ 9″ N, 8° 36′ 26″ O)    | Kirchhof               | Alteintragung (Aktualisierung vorgesehen) - Begründung: geschichtlich, Kulturlandschaft prägend - Schutzumfang: Kirchhof, Grabmale bis 1870 - Denkmaltyp: Gründenkmal, Sachgesamtheit: Kirche St. Nikolai               | BW              |

## Quelle
- Liste der Kulturdenkmale in Schleswig-Holstein – Kreis Nordfriesland (PDF)